# Джесика Стийл
Марсия Стийл (на английски: Jessica Steele) е плодовита английска писателка на произведения в жанра любовен роман. Пише под псевдонима Джесика Стийл (на английски: Jessica Steele).

## Биография и творчество
Марсия Гленнис Хауъл Стийл е родена на 9 май 1933 г. в СПА курорта Леамингтън Спа, Уорикшър, Англия. Има двама братя и сестра. Диагностицирана е с туберкулоза и напуска училище на 14 години. На 16 г. започва работа като младши чиновник, после като агент по недвижими имоти и счетоводител. През 1967 г. се омъжва за втория си съпруг Джеси Питър Стийл.
С подкрепата на съпруга си започва да пише в началото на 70-те години. Отнема ѝ пет години, за да бъде публикувана. Не ползва пишеща машина, а само няколко на брой писалки.
Първите четири романа публикува през 1978 г. под собственото си име, а от 1979 г. с романът „The Icicle Heart“ публикува под псевдонима Джесика Стийл.
Марсия Стийл живее със семейството си в Уест Малверн, Устършър.

## Произведения

### Самостоятелни романи
- Engaging Loyalty (1978)
- Tangled Emotions (1978)
- That Special Person (1978)
- Equality of Love (1979)
- The Icicle Heart (1979)
- Spring Girl (1979)
- Pride's Master (1979)
- Hostile Engagement (1979)
- Intimate Friends (1979)
- Hostage to Dishonour (1979)
- Turbulent Covenant (1980)
- The Other Woman (1980)
- The Magic of His Kiss (1980)
- Price to be Met (1980)
- Devil in Disguise (1980)
- Gallant Antagonist (1981)
- Innocent Abroad (1981)
- Bachelor's Wife (1981)
- The Other Brother (1981)
- Dishonest Woman (1982)
- But Know Not Why (1982)
- Distrust Her Shadow (1982)
- Tethered Liberty (1983)
- Intimate Enemies (1983)
- No Quiet Refuge (1983)
- Tomorrow – Come Soon (1983)
- Reluctant Relative (1983)
- Imprudent Challenge (1984)
- Bond of Vengeance (1984)
- Ruthless in All (1984)
- Facade (1984)
- No Holds Barred (1984)
- No Honourable Compromise (1985)
- A Promise to Dishonour (1985)
- Misleading Encounter (1986)
- So Near, So Far (1986)
- Beyond Her Control (1986)
- Relative Strangers (1987)
- Unfriendly Alliance (1987)
- Fortunes of Love (1988)
- Without Love (1988)
- When the Loving Stopped (1988)
- To Stay Forever (1989)
- Farewell to Love (1989)
Изборът на сърцето, изд.: „Арлекин България“, София (1994), прев. Надя Златкова
- Frozen Enchantment (1989)
- Unfriendly Proposition (1989)
- Passport to Happiness (1990)
По следите на щастието, изд.: „Арлекин България“, София (1995), прев. Даниела Енчева, Боян Тонев
- Hidden Heart (1990)
Тайната на сърцето, изд.: „Арлекин България“, София (1995), прев. Ирина Казакова
- A First Time for Everything (1990)
- Without Knowing Why (1991)
- Flight of Discovery (1991)
- Runaway from Love (1991)
- His Woman (1991)
- Bad Neighbours (1991)
- Hungarian Rhapsody (1992)
- Destined to Meet (1992)
- Relative Values (1993)
- West of Bohemia (1993)
- Italian Invader (1993)
- Heartless Pursuit (1995)
- A Business Engagement (1997)
- The Trouble with Trent! (1997)
- Temporary Girlfriend (1997)
- A Most Eligible Bachelor (1998)
- Nine-to-five Affair (1999)
- The Bachelor's Bargain (1999)
- A Suitable Husband (2001)
- His Pretend Mistress (2002)
- An Accidental Engagement (2003)
- A Pretend Engagement (2004)
- A Most Suitable Wife (2005)
- Promise Of A Family (2006)
- Her Hand In Marriage (2006)
- The Boss and His Secretary (2007)
- Engaged to Be Married? (2008)
- Falling for Her Convenient Husband (2009)

### Серия „Свободен ден“ (Fereday Twins)
1. The Sister Secret (1995)
2. A Wife in Waiting (1996)

### Серия „Брачен залог“ (Marriage Pledge)
1. The Feisty Fiance (2000)
2. Bachelor in Need (2000)
3. Marriage in Mind (2000)

### Участие в общи серии с други писатели

#### Серия „Деца и целувки“ (Kids and Kisses)
Bachelor's Family (1995)
от серията има още 23 романа от различни автори

#### Серия „Семейни връзки“ (Family Ties)
The Sister Secret (1995)
от серията има още 6 романа от различни автори

#### Серия „Днешната жена“ (Today's Woman)
The Marriage Business (1995)
от серията има още 5 романа от различни автори

#### Серия „Просто най-доброто“ (Simply The Best)
With His Ring (1996)
от серията има още 7 романа от различни автори

#### Серия „Запазено за героя“ (Holding out for a Hero)
Unexpected Engagement (1996)
от серията има още 10 романа от различни автори

#### Серия „Омъжи се за шефа“ (Marrying the Boss)
Agenda, Attraction! (1998)
от серията има още 8 романа от различни автори

#### Серия „Сватби през уикенда“ (Whirlwind Weddings)
Married in a Moment (1998)
от серията има още 12 романа от различни автори

#### Серия „Бели сватби“ (White Weddings)
A Wedding Worth Waiting for (1999)
от серията има още 4 романа от различни автори

#### Серия „Да имаш и да задържиш“ (To Have and to Hold)
Part-Time Marriage (2001)
от серията има още 14 романа от различни автори

#### Серия „От девет до пет“ (Nine to Five)
A Professional Marriage (2002)
Her Boss's Marriage Agenda (2004)
от серията има още 50 романа от различни автори

#### Серия „Булки от висшето общество“ (High Society Brides)
A Paper Marriage (2003)
от серията има още 7 романа от различни автори

#### Серия „Брачни договори“ (Contract Brides)
Vacancy: Wife of Convenience (2005)
от серията има още 9 романа от различни автори

#### Серия „В неговите обувки“ (In Her Shoes)
The Girl from Honeysuckle Farm (2009)
от серията има още 15 романа от различни автори

### Сборници
- Marrying the Boss (2003) – с Хелън Брукс и Алисън Робъртс
- White Wedding (2004) – с Джуди Кристенъри и Маргарет Уейк
- A Christmas To Remember (2004) – с Деби Макомбър и Бети Нийлс
- All I Want for Christmas... (2005) – с Бети Нийлс и Маргарет Уей
- After Office Hours... (2006) – с Хелън Брукс и Лий Уилкинсън
- Bedded by Her Boss (2007) – с Аманда Браунинг и Шарън Кендрик
- Mistress by Persuasion (2008) – с Робин Доналд и Лий Уилкинсън
- The Boss's Proposal (2008) – с Патриша Тайър и Маргарет Уей